# Paint the Town Red
«Paint the Town Red» (с англ. — «Уйти в загул») — песня американской рэперши Doja Cat, изданная 8 августа 2023 года звукозаписывающим лейблами Kemosabe и RCA Records в качестве второго сингла из четвёртого студийного альбома Scarlet.
Песня имела коммерческий успех, возглавив Billboard Hot 100, Billboard Global 200, многие другие чарты, и вошла в историю Spotify как первая сольная женская рэп-песня, возглавившая чарт US Top 50.

## История
Двухсекундное превью песни было выложено Doja Cat 17 апреля 2023 года вместе с другими треками из её грядущего альбома. Doja тизерила песню, постоянно используя эмодзи в виде капли крови, а также накладывая красный фильтр на миниатюры своих предыдущих клипов и обложек альбомов. Она исполнила песню в полном варианте 18 июля, раскрасив белый холст в красный цвет. Впоследствии эта картина стала обложкой сингла.
После выхода песни текст был интерпретирован как ссылка на её предыдущее поведение в социальных сетях, включая неодобрительное название её фанбазы и общее грубое отношение к своим поклонникам в течение нескольких недель, предшествовавших релизу. Сэмплируя часть мелодии из песни Дионн Уорвик «Walk On By», песня сопровождается «задорным ритмом», в котором Doja Cat читает рэп под «тонко наглый, щёлкающий пальцами бит», составляя «контраст со сравнительно спокойным» «Attention».

## Музыкальное видео
Музыкальное видео для «Paint the Town Red» было снято режиссёром Nina McNeely и вышло 4 августа 2023 на YouTube. В нём Doja Cat вырывает своё глазное яблоко, которое затем падает в ад. Позднее Дожа видит, как она общается со смертью и дьяволом. В других сценах она бросается кровавыми кусками мяса и катается по небу на зелёном существе.

## Награды и номинации
В списке лучших песен 2023 года журнала Rolling Stone сингл «Paint the Town Red» занял 25 место.
| Организация            | Год  | Категория                                | Результат | Ссылка |
| ---------------------- | ---- | ---------------------------------------- | --------- | ------ |
| MTV Video Music Awards | 2023 | MTV Video Music Award for Song of Summer | Номинация | [ 10 ] |
| Grammy Awards          | 2024 | Best Pop Solo Performance                | Номинация | [ 11 ] |
| Global Awards          | 2024 | Best Song                                | Номинация | [ 12 ] |
| MTV Video Music Awards | 2024 | Video of the Year                        | Номинация | [ 13 ] |
| Billboard Music Awards | 2024 | Top Rap Song                             | Победа    | [ 14 ] |

## Коммерческий успех
19 августа 2023 года песня дебютировала в США на 15-м месте в Billboard Hot 100, на вторую неделю поднялась на 5-е место, став седьмым хитом Дожи в Топ-10. Также песня возглавила чарты Hot R&B/Hip-Hop Songs и Hot Rap Songs.
16 сентября 2023 года песня достигла первого места в Hot 100, став первым сольным чарттоппером Дожи в США и первым рэп-номером один после «Super Freaky Girl» Ники Минаж (2022). Песня также возглавила Billboard Hot R&B/Hip-Hop Songs и Hot Rap Songs чарты на три недели, также как стриминговые и цифровые компонентные чарты.
Эта песня также стала её 7-м синглом номер один в чарте Pop Airplay, что является самым большим показателем среди всех исполнителей этого десятилетия (2020-е).
25 августа «Paint the Town Red» достигла 4-го места в UK Singles Chart, став четвёртым хитом рэперши в Топ-10 Великобритании, а в сентябре достигла вершины британского чарта.
В сентябре 2023 года песня возглавила Billboard Global 200. Она также стала первой в истории рэп-песней, возглавившей международный чарт Billboard Global Excl. U.S..

## Чарты
| Чарт (2023)                            | Высшая позиция |
| -------------------------------------- | -------------- |
| Австралия (ARIA)                       | 1              |
| Австралия (Hip Hop/R&B, ARIA)          | 1              |
| Австрия (Ö3 Austria Top 40)            | 2              |
| Бельгия/Фландрия (Ultratop 50)         | 17             |
| Бельгия/Валлония (Ultratop 50)         | 4              |
| Болгария (PROPHON)                     | 1              |
| Канада (Billboard Canadian Hot 100)    | 1              |
| Канада (Billboard CHR/Top 40)          | 8              |
| Канада (Billboard Hot AC)              | 39             |
| СНГ (TopHit Airplay)                   | 12             |
| Чехия (Singles Digitál Top 100)        | 1              |
| Финляндия (Suomen virallinen lista)    | 7              |
| Франция (SNEP)                         | 5              |
| Германия (GfK)                         | 2              |
| Мир (Billboard Global 200)             | 1              |
| Венгрия (Single Top 40)                | 4              |
| Исландия (Plötutíðindi)                | 2              |
| Ирландия (IRMA)                        | 1              |
| Израиль (Media Forest)                 | 1              |
| Япония (Hot Overseas, Billboard Japan) | 1              |
| Латвия (LAIPA)                         | 1              |
| Литва (AGATA)                          | 1              |
| Нидерланды (Dutch Top 40)              | 9              |
| Нидерланды (Single Top 100)            | 2              |
| Новая Зеландия (Recorded Music NZ)     | 1              |
| Норвегия (VG-lista)                    | 2              |
| Польша (Polish Streaming Top 100)      | 7              |
| Португалия (AFP)                       | 37             |
| Россия (TopHit)                        | 20             |
| Словакия (Singles Digitál Top 100)     | 1              |
| ЮАР (Billboard)                        | 6              |
| Швеция (Sverigetopplistan)             | 4              |
| Швеция (Heatseeker, Sverigetopplistan) | 1              |
| Швейцария (Schweizer Hitparade)        | 1              |
| Великобритания (OCC UK Singles)        | 1              |
| Великобритания (OCC UK Hip Hop/R&B)    | 1              |
| США (Billboard Hot 100) ·              | 1              |
| США (Billboard Adult Pop Airplay)      | 38             |
| США (Billboard Hot R&B/Hip-Hop Songs)  | 1              |
| США (Billboard Pop Airplay)            | 1              |
| США (Billboard R&B/Hip-Hop Airplay)    | 15             |
| США (Billboard Rhythmic)               | 1              |

| Чарт (2023)                          | Позиция |
| ------------------------------------ | ------- |
| Canada (Canadian Hot 100)            | 40      |
| Global 200 (Billboard)               | 82      |
| UK Singles (OCC)                     | 26      |
| US Billboard Hot 100                 | 52      |
| US Hot R&B/Hip-Hop Songs (Billboard) | 20      |
| US Mainstream Top 40 (Billboard)     | 44      |
| US Rhythmic (Billboard)              | 32      |

| Чарт (2024)                          | Позиция |
| ------------------------------------ | ------- |
| Canada (Canadian Hot 100)            | 28      |
| Global 200 (Billboard)               | 27      |
| US Billboard Hot 100                 | 21      |
| US Adult Top 40 (Billboard)          | 43      |
| US Hot R&B/Hip-Hop Songs (Billboard) | 8       |
| US Mainstream Top 40 (Billboard)     | 5       |

## Сертификации
| Регион | Сертификация  | Продажи   |
| --- | ------------- | --------- |
| Австралия (ARIA) | 5× Платиновый | 350 000   |
| Австрия (IFPI Austria) | Платиновый    | 30 000    |
| Бельгия (BEA) | Платиновый    | 40 000    |
| Бразилия (ABPD) | Бриллиантовый | 160 000   |
| Канада (Music Canada) | 5× Платиновый | 400 000   |
| Дания (IFPI Danmark) | Платиновый    | 90 000    |
| Франция (SNEP) | Бриллиантовый | 333 333   |
| Германия (BVMI) | Золотой       | 300 000   |
| Венгрия (Mahasz) | 3× Платиновый | 12 000    |
| Италия (FIMI) | Платиновый    | 100 000   |
| Мексика (AMPROFON) | Золотой       | 70 000    |
| Новая Зеландия (RMNZ) | 3× Платиновый | 90 000    |
| Польша (ZPAV) | 2× Платиновый | 100 000   |
| Португалия (AFP) | Платиновый    | 10 000    |
| Испания (PROMUSICAE) | Золотой       | 30 000    |
| Швейцария (IFPI Switzerland) | 2× Платиновый | 60 000    |
| Великобритания (BPI) | Платиновый    | 600 000   |
| США (RIAA) | 4× Платиновый | 4 000 000 |
| Стриминг |               |           |
| Греция (IFPI Greece) | Платиновый    | 2 000 000 |
| Швеция (GLF) | Золотой       | 4 000 000 |
| Данные о продажах + прослушиваниях приведены только на основе сертификации. · Данные только о прослушиваниях приведены на основе сертификации. |               |           |

## История выхода
| Регион | Дата           | Формат                 | Лейбл            | Ссылка |
| ------ | -------------- | ---------------------- | ---------------- | ------ |
| США    | 8 августа 2023 | Contemporary hit radio | Republic Mercury |        |